# Snappertuna prästgård
Snappertuna prästgård är en prästgård i Snappertuna i Raseborg i det finländska landskapet Nyland. Innan huset blev prästgård var den kaplanens tjänstebostad. Snappertuna prästgård och en stor del av ekonomibyggnaderna på gårdsplanen uppfördes på 1830- och 1840-talet. Den tidigare prästgården i Snappertuna brann ner år 1806 och då förstördes också de äldsta historieböckerna från Snappertuna kapellförsamling.
Snappertuna prästgård ägs av Raseborgs kyrkliga samfällighet och byggnaden används som församlingshem. Byggnaden är skyddad enligt lag.